# 走向共和
《走向共和》是中國一部关于中国近代史電視連續劇，共60集，但中国大陆上映时仅59集，此后亦未复播。在台湾上映时另剪辑成68集的《满清末代王朝》。该剧由張黎執導，于2001年10月8日在北京开机拍摄，2003年首播。
劇情背景為自清朝慈禧太后歸政光緒皇帝，至民初袁世凱稱帝失敗，約20年間的历史，演绎了洋務運動、甲午战争、戊戌變法、义和团运动、八國聯軍之役、庚子後新政、預備立憲、丁未政潮、辛亥革命、宋教仁案、二次革命、洪憲帝制和張勳復辟等事件。
敘事主要圍繞以下六位主角發展：李鴻章、慈禧太后、光緒帝、康有為、袁世凱、孫中山。該劇仅在中國中央電視臺公开播出过一次，但是中国大陆观众仍能通过网络电视观等渠道看到该剧，其影碟也允许发行流通。
該劇第59集中孫文三民主義、五權憲法的演说，在首次播出時被中国中央电视台刪剪。2003年，該劇在臺灣先後由緯來綜合台及中視以《滿清末代王朝》之名播出。2005年，香港無綫電視購得該劇集之播映權。
《走向共和》是中國歷史劇突破舊思維的一種嘗試，在學術界也引起了一定程度的關注與争议。

## 劇情
慈禧太后要修葺頤和園，以便風光地過她的六十歲大壽。李鴻章擔心日本擴充海軍漸成威脅，想加強北洋水師實力，設“海防捐”，又找洋人借錢，結果竹籃打水一場空，籌得的款項全都“捐”給慈禧修園子了，只搞了一次令人心酸的演習……
甲午戰爭中，北洋水師全軍覆沒，李鴻章受命議定並簽署《馬關條約》，在日本遇刺大難不死，但從此背著「漢奸」惡名退出政治舞臺。
甲午兵敗之後，朝廷決定訓練新兵，榮祿聽從李鴻章建議，讓袁世凱小站練兵，而袁世凱卻暗地裡經營其政治資本……
甲午戰爭後，慈禧入住頤和園享其清福，聲言歸政於光緒，但軍政實權仍掌控於其手中，光緒與康黨維新變法不過百日，而維新最大的障礙，卻是陳腐不堪的舊勢力，在新舊勢力衝突後，慈禧重新執政，而光緒則被幽禁深宮……
逃亡在外的康黨，假借“衣帶詔”哄得外國干預中國內政，慈禧惱羞成怒，竟同時向世界列強宣戰……
八國聯軍攻進北京，慈禧西逃。清廷為慈禧回鑾而議和，不僅賠款，還不得不將一大批王公大臣處死。為慈禧安全回鑾，袁世凱仿效西方組建警察隊，以應付清軍不得駐軍的條約規定，且在慈禧回鑾過程中倍加殷勤，於是袁世凱深得慈禧器重，在慈禧晚年，袁世凱辦洋務行新政，大有王莽之風……
慈禧太后死後，載灃攝政，罷免袁世凱、親貴專權、遏壓民意。革命黨乘機起事，辛亥革命爆發……
由於清軍精銳皆聽命於袁世凱，朝廷只得再次啟用袁世凱；袁世凱重組內閣掌握軍政大權，借平亂之名掏空清廷壯大自己，當時的北洋軍隊無論在軍隊數量或訓練裝備，都遠勝於南方革命聯軍，形勢頗似當年曹操挾天子領百萬南征之時……
袁想奪權又懼怕篡位之名，於是製造輿論與南方議和，此舉不但造成清廷惶恐，也造成南方聯軍戰和分歧，由於袁也是漢人，加上其軍事實力與政治聲望，終於當上了中華民國大總統……
宋教仁遇刺暴露了袁世凱封建軍閥政客面目，引發二次革命……
革命失敗，孫中山再次流亡海外；之後袁世凱解散國會，清除國民黨議員，最後竟復辟當皇帝；袁世凱稱帝舉國鼎沸，各地紛紛起兵討袁護法，袁世凱在眾叛親離下惶惶而死。但隨即軍閥混戰，張勳又借機復辟。孫中山發表言論，反對張勳復辟，民主時代即將來臨……

## 演員

### 主演
| 角色     | 演員   | 備註 |
| -------- | ------ | --- |
| 慈禧太后 | 呂中   | 晚清實際的掌權者，在光緒屆齡親政之時，名為結束垂簾還政於他，實仍於後宮繼續弄權，致使胸懷大志的光緒皇帝有名無實，形同她的傀儡。在甲午戰爭前夕仍花公帑重修頤和園，並籌辦極度奢華的六十壽典，被世人認為是沒錢整肅水師而導致甲午戰敗的罪魁禍首。戊戌變法也因她暗中運籌而遭破壞，變法流產之後重掌政權。 |
| 李鴻章   | 王冰   | 文華殿大學士兼北洋通商大臣、直隸總督，淮軍領袖，洋務派領袖。深知大半公帑沒用於軍事上而導致砲彈嚴重缺乏，北洋艦隊年久失修不敵列強，只好與列強求和苟延，曾多次代表清廷與列強簽訂不平等條約，遭人詬病，本劇中尤其與軍機大臣翁同龢有嚴重嫌隙。在甲午戰後赴日簽訂《馬關條約》時遇刺，負傷簽約。         |
| 袁世凱   | 孫淳   | 清朝駐朝鮮大使，甲午戰爭後出任新軍督辦，曾被視為出賣戊戌變法的告密者，致使變法失敗。武昌起義後被推為內閣總理，促成清帝遜位。任中華民國首任大總統，卻暗中藉機壯大北洋軍閥，做為稱帝籌建中華帝國（洪憲帝制）的後盾。                                                                                 |
| 孫文     | 馬少驊 | 中國國民黨總理，曾向李鴻章宣講共和而遭駁回，又嘗試與康有為合作失敗，於是決定以革命推翻千年帝制，締造共和，歷經十次起義失敗，多次流亡海外，曾在英國倫敦被清使館人發現而遭逮捕軟禁（倫敦蒙難）。終於武昌起義全國過半省份宣布獨立，中華民國於焉成立，任職臨時大總統，後為中國國民黨總理。             |

### 清国

#### 內廷
| 角色     | 演員   | 備註 |
| -------- | ------ | --- |
| 光緒皇帝 | 李光潔 | 清朝第11任皇帝，原為醇親王奕譞之子，銳意維新，惜有志難伸，百日維新失敗後被禁錮於中南海瀛台，劇中暗示為慈禧太后毒殺。 |
| 隆裕皇后 | 姜楠   | 光绪帝皇后，宣統朝垂簾聽政，中國最後一位太后。                                                                       |
| 珍妃     | 阿斯茹 | 光绪帝寵妃，八國聯軍時因得罪慈禧太后，被慈禧下令投井溺死。                                                           |
| 宣統帝   | 王培文 | 清朝末代皇帝。 |
| 李蓮英   | 李永貴 | 慈禧時代的太監總管。                                                                                                 |
| 小德張   | 馬小寧 | 隆裕時代的太監總管。                                                                                                 |

#### 王公大臣
| 角色     | 演員                | 備註                                                                           |
| -------- | ------------------- | ------------------------------------------------------------------------------ |
| 奕訢     | 鄭天庸              | 恭親王，領班軍機大臣兼總理衙門大臣。                                           |
| 奕譞     | 錢學格              | 醇親王，海军衙門總理大臣。                                                     |
| 醇王福晉 | 王瑞虹              | 劇中將她與載灃生母侧福晋刘佳氏合併為一人。                                     |
| 奕劻     | 徐敏                | 慶親王，清末首任內閣總理。                                                     |
| 載灃     | 高田昊 佟乐（少年） | 嗣醇親王，宣統朝監國攝政王，溥儀生父。                                         |
| 載振     | 姚潤昊              | 慶親王之子，典型的紈絝子弟。                                                   |
| 載澤     | 郝柏傑              | 鎮國公，改革派、立憲派人物。                                                   |
| 榮祿     | 戈治均              | 文華殿大學士，軍機大臣。                                                       |
| 張之洞   | 廖丙炎              | 湖廣總督，洋務派領袖，漢陽鐵廠創辦人。                                         |
| 翁同龢   | 張炬                | 光緒帝師，戶部尚書兼軍機大臣。                                                 |
| 閻敬銘   | 尚印泉              | 戶部尚書，因諫阻慈禧重修圓明園而遭罷職。                                       |
| 瞿鴻禨   | 鄭天庸              | 軍機大臣。                                                                     |
| 徐桐     | 王洪濤              | 體仁閣大學士，晚清守舊派的代表人物。                                           |
| 徐承煜   | 雷                  | 徐桐之子，與其父一樣守舊。                                                     |
| 丁汝昌   | 王明智              | 北洋水師提督，甲午戰爭重要軍事人物，戰敗後自殺。                               |
| 劉步蟾   | 張原榮              | 定遠艦管帶，見習英國海軍學成歸國，甲午戰爭重要軍事人物，戰敗後自殺。           |
| 林泰曾   | 魏德山              | 鎮遠艦管帶，見習英國海軍學成歸國，甲午戰爭重要軍事人物，戰敗後自殺。           |
| 鄧世昌   | 蘇茂                | 致遠艦管帶，甲午戰爭重要軍事人物，壯烈殉國。                                   |
| 林永升   | 楊增元              | 經遠艦管帶，見習英國海軍學成歸國，甲午戰爭重要軍事人物，壯烈殉國。             |
| 方伯謙   | 洪宗義              | 濟遠艦管帶，見習英國海軍學成歸國，甲午戰爭重要軍事人物，因臨陣脫逃，就地正法。 |
| 鐵良     | 賈一平              | 軍機大臣，陸軍部尚書。                                                         |
| 良弼     | 金華                | 清末立憲派大臣，宗社黨首領，後遭革命黨人彭家珍炸死。                           |
| 剛毅     | 趙順增              | 清末軍機大臣，甲午戰爭的主戰派，反對戊戌變法，亦為義和團事件禍首之一。         |
| 毓賢     | 徐家忠              | 義和團事件禍首之一。                                                           |
| 廕昌     | 宋濤                | 清末陸軍大臣。                                                                 |
| 端方     | 劉國光              | 湖南巡撫，立憲派人物。                                                         |
| 瑞澂     | 吳爾甫              | 清末湖廣總督，因鎮壓革命不力，狼狽而逃。                                       |
| 盛宣懷   | 溫海波              | 工部左侍郎，清末實業家。                                                       |
| 張謇     | 劉偉明              | 清末狀元，主張「實業救國」。                                                   |
| 岑春煊   | 胡龍吟              | 甘肅布政使、郵傳部尚書，奕劻及袁世凱的對頭。                                   |
| 孫家鼐   | 曾靜                | 光緒帝師，甲午戰爭的主和派。                                                   |
| 譚鍾麟   | 賈韻彤              | 清末兩廣總督，任內鎮壓第一次廣州起義。                                         |
| 蔣士瑆   | 劉義                | 彈劾奕劻存鉅款於外國銀行的御史。                                               |
| 朱寶奎   | 高玉慶              | 清末郵政、鐵路管理官員。                                                       |
| 江春霖   | 魏德山              | 監察御史，多次彈劾袁世凱。                                                     |
| 趙啟霖   | 賈兆冀              | 監察御史，因彈劾楊翠喜案而聲名大噪。                                           |
| 王照     | 劉禹佟              | 禮部主事，支持戊戌變法。                                                       |
| 吳毓鼎   | 董丹軍              | 瞿鴻禨的學生，原型惲毓鼎。                                                     |
| 辜鴻銘   | 田小潔              | 張之洞幕僚，學貫中西，堪稱清末怪傑。                                           |
| 恩銘     | 張孟星              | 安徽巡撫，任內大力推行新政，後遭下屬徐錫麟行刺致死。                           |
| 程德全   | 曹琨其              | 清末江蘇巡撫，辛亥革命爆發後，宣布江蘇獨立，並自任都督。                       |
| 伍廷芳   | 吳爾甫              | 李鴻章幕僚，首位取得外國律師資格的華人。                                       |
| 馬三俊   | 韓英群              | 淮軍舊部，因違反軍紀而被袁世凱處死。                                           |

#### 維新派
| 角色   | 演員   | 備註 |
| ------ | ------ | --- |
| 譚嗣同 | 随抒扬 | 清末維新派人士，戊戌六君子之一，維新期間為光緒重用，事敗與其他五人一同處斬於菜市口。                                                   |
| 林旭   | 柴銘洋 | 清末維新派人士，戊戌六君子之一。 |
| 楊深秀 | 任明生 | 清末維新派人士，戊戌六君子之一。 |
| 楊銳   | 袁世龍 | 清末維新派人士，戊戌六君子之一。 |
| 康有溥 | 許承璋 | 清末維新派人士，戊戌六君子之一。 |
| 劉光第 | 徐寶國 | 清末維新派人士，戊戌六君子之一。 |
| 康有為 | 孫寧   | 维新派領袖，主張君主立憲，曾受光緒接見於朝堂上，反專制，亦反共和、反革命，為戊戌變法之首腦，失敗後流亡國外組建保皇會，後力挺張勳復辟。 |
| 梁啟超 | 張含   | 康有為弟子，戊戌變法的主要人物之一。                                                                                                   |

### 中华民國

#### 北洋政府
| 角色   | 演員   | 備註                                                                 |
| ------ | ------ | -------------------------------------------------------------------- |
| 黎元洪 | 蔡偉   | 副總統，袁死後繼任大總統。                                           |
| 徐世昌 | 郑玉   | 袁世凱盟友，北洋政府國務卿。                                         |
| 唐紹儀 | 王宇   | 首任總理。                                                           |
| 趙秉鈞 | 李屹   | 第三任國務總理，宋教仁案的嫌疑人。                                   |
| 王士珍 | 王迎奇 | 「北洋三傑」之一，北洋政府陸軍總長，馮國璋當政時被委為內閣總理。     |
| 段祺瑞 | 馬侖   | 「北洋三傑」之一，北洋政府皖系首領，北洋政府國務總理，後為臨時執政。 |
| 馮國璋 | 姚崗   | 「北洋三傑」之一，北洋政府直系首領，黎元洪辭職後任代理總統。         |
| 曹錕   | 郭宏傑 | 北洋政府直系首領，以賄選得任大總統而受世人所譏。                     |
| 張勳   | 楊光華 | 北洋軍閥，丁巳復辟的策動者。                                         |
| 楊度   | 陳康   | 立憲派人士，袁世凱幕僚，組織籌安會推動洪憲帝制。                     |
| 楊士琦 | 王暉   | 袁世凱幕僚，支持洪憲帝制。                                           |
| 曹汝霖 | 營灃   | 清末留學生，袁世凱親信。                                             |
| 蔡鍔   | 楊猛   | 雲南都督，發動護國戰爭討袁。                                         |
| 程壁光 | 劉超   | 北洋政府海軍總長。                                                   |
| 蔡廷幹 | 孫亮   | 北洋政府海軍將領。                                                   |
| 袁克定 | 苗強   | 袁世凱長子，以順天時報之名偽造輿論欺矇其父。                         |
| 袁克文 | 蔣一銘 | 袁世凱次子。                                                         |
| 段芝貴 | 國文學 | 北洋政府軍事將領，以坤伶楊翠喜行賄載振而謀官。                       |
| 孟恩遠 | 郭明翰 | 北洋政府軍事將領，原沈玉英妓院的狎司。                               |
| 應桂馨 | 楊俊勇 | 江蘇巡查總長，刺殺宋教仁的主兇。                                     |

#### 中國國民黨
| 角色   | 演員   | 備註                                                               |
| ------ | ------ | ------------------------------------------------------------------ |
| 黃興   | 李傳纓 | 與孫文並肩的民主革命家。                                           |
| 宋教仁 | 喬立生 | 中國國民黨的主要籌建人之一，倡導責任內閣制，積極推行憲政的政治家。 |
| 陳少白 | 劉仲元 | 興中會的組織人之一。                                               |
| 楊衢雲 | 脫一然 | 興中會領袖，後被清廷暗殺。                                         |
| 陸皓東 | 鄭春雨 | 孫文同鄉，於廣州起義時犧牲。                                       |
| 鄭士良 | 王敬禹 | 興中會成員，後被清廷暗殺。                                         |
| 程蔚南 | 鄭强   | 孫文同鄉，創辦《檀山新報》鼓吹革命。                               |
| 宋慶齡 | 石佳麗 | 孫文的妻子。                                                       |
| 蔡元培 | 雷     | 近代革命家、教育家。                                               |

### 外國
| 角色       | 演員       | 備註                                     |
| ---------- | ---------- | ---------------------------------------- |
| 明治天皇   | 矢野浩二   | 日本第122代天皇。                        |
| 伊藤博文   | 平田康之   | 日本首任內閣總理大臣。                   |
| 伊東祐亨   | 中村文平   | 日本聯合艦隊司令長官。                   |
| 陸奧宗光   | 桑名湧     | 日本外務大臣。                           |
| 小村壽太郎 | 神谷秀澄   | 日本駐華公使，代表日本簽訂《辛丑條約》。 |
| 西鄉從道   | 星野晃     | 日本海軍大臣。                           |
| 福澤諭吉   | 小林龍夫   | 日本學者，提倡《脫亞論》。               |
| 梅屋庄吉   | 河源啟明   | 孫文的日本友人。                         |
| 野村       | 三浦研一   | 日本海軍陸戰隊將軍。                     |
| 純子       | 市川亞沙子 | 野村的女友，為捐資購買軍艦而出賣初夜。   |
| 瓦德西     | 瑞内       | 八國聯軍總司令。                         |
| 莫理逊     | 曹操       | 英國泰晤士報記者。                       |
| 老羅斯福   | 漢斯       | 美國總統。                               |
| 海因里希   | 安馬克     | 德國高爐專家。                           |

### 其他
| 角色   | 演員   | 備註                                       |
| ------ | ------ | ------------------------------------------ |
| 徐錫麟 | 翟雲鵬 | 革命黨人，安慶起義敗後從容赴義。           |
| 張振武 | 周波   | 武昌起義首義者之一。                       |
| 李光昭 | 馬維福 | 欲藉修園工程大發橫財的投機份子。           |
| 沈玉英 | 韓再芬 | 袁世凱大姨太，妓戶出身。                   |
| 楊翠喜 | 唐禾香 | 清末民初名伶。                             |
| 孫眉   | 米國強 | 孫文長兄，傾家蕩產資助其弟的革命事業。     |
| 譚氏   | 孫少麗 | 孫眉之妻。                                 |
| 宋嘉澍 | 王傳海 | 宋慶齡之父，清末傳教士，鼎力金援革命活動。 |
| 王阿發 | 洪宗義 | 宋教仁遇刺案的線人。                       |
| 羅文   | 趙立新 | 參議院議員。                               |
| 田沫   | 丁柳元 | 民國時報記者。                             |

## 劇中不合史實之處
第1集中置入修建頤和園為甲午戰敗原因，但历史上是日本已經在製造武器已有重大突破，甲午戰前發明下瀨火藥導致甲午海戰慘敗在日俄戰爭中更完全殲滅俄國艦隊。
- 68集版第11集中，定遠、鎮遠兩艦主炮口徑被誤報為10英寸
- 光绪帝给邓世昌的挽联“有公足壮海军威”变成“有公是壮海军威”，并且经远舰管带“林永升”变成“林文升”。
- 邓世昌在黄海海战中面对坪井航三时对部下说“我了解我的老同学”，实际上邓世昌并未有过留洋经历，不可能跟坪井航三是同学。
- 清朝在馬關條約的割讓土地仍包括遼東半島，後經由三國干涉方能贖回，並非是因為李鴻章受到槍擊後的日方退讓。
- 剧中慈禧太后宣战並不是導致八國聯軍的原因（清廷宣戰是在八国已出兵干涉后），另外剧中宣战时只提及八国，而且把奥匈帝国说成奥地利国，但历史上是十一国（还有荷兰、比利时與西班牙）。
- 王照是礼部主事而非吏部主事，罢免的六堂官也是礼部而非吏部。
- 片中明治天皇下诏将马关条约赔款全部用于教育，但实际上这笔赔款约70%是用于扩充日本陆海军军备。
- 片中刚毅于1900年10月前往西安觐见慈禧和光绪，但刚毅死于山西侯马，并未到达西安。
- 片中，美国老罗斯福总统会见去美国考察宪政的五大臣，老罗斯福告诉五大臣美国宪法规定总统连任不得超过两届。但事实上，美国总统连任不得超过两届的原则是在1951年制定的宪法第二十二修正案规定的，在此之前宪法上并没有对总统连任次数进行限制，老罗斯福本人就竞选过第三届总统但落选，而小罗斯福更是担任四届总统。
- 片中陸皓東急於拿回青天白日旗而遭受槍擊，歷史上陸皓東因篤信基督教，故奔回拿取聖經結果遭受清軍俘虜，最後被逮捕斬首示眾，而不是當場擊斃。
- 吳毓鼎的原型惲毓鼎與瞿鸿禨並無師生之誼，他參劾瞿的奏摺亦非瞿本人親書。
- 片中，袁世凯在1912年觐见隆裕太后谈及宣统帝退位之事时，庆亲王奕劻大发雷霆，对袁拳打脚踢，并怒与之绝交。但在历史上，奕劻对于宣统帝逊位之事持赞同态度，并因此遭到其他清室成员的反对、唾骂和鄙视。
- 片中孙中山曾在夏威夷檀香山经营农场的兄长孙眉处居住很长时间，而实际上孙眉的农场在毛伊岛，不在檀香山。
- 李鸿章遗疏举荐的不是袁世凯而是庆亲王奕劻。
- 片中，徐锡麟在安徽是坚定的立宪派，但实际上徐锡麟在1904年加入了光复会。此外片中把徐锡麟的安庆起义由早有预谋说成是听了立宪内幕后临时起意。
- 片中，1912年孙中山到北京和袁世凯共商国是，期间孙曾至紫禁城会见隆裕太后，但历史上未有記載此二人曾會面。1912年9月11日，隆裕派载沣代表她在那桐家花园设宴招待孙中山与黄兴、陈其美，但隆裕本人并未出席。
- 片中，赵秉钧被毒死。而据其孙赵纯佑的记忆和叙述，赵秉钧死于中风，属自然死亡。
- 片中，宋教仁在開票會場結束後欲回家时遭槍擊，失血过多身亡，黃興在場傾聽宋教仁遺言；實際上宋教仁是在上海火車站遭枪击，于右任傾聽其遺囑，而最後在醫院驗出槍子彈有劇毒是造成宋教仁不治身亡之因。
- 片中提到眾議員的名額，每8萬選民選眾議員一人。根據《中華民國國會組織法》，國會分上下兩院：參議院和眾議院。“參議員，22行省，每省各10名；內外蒙古、西藏、青海，各設選舉會，分別選出27名、10名、3名；另由中央學會選出8名；各地華僑選出6名。按法定名額，則參議員共有274人。”“眾議員的名額，則依各地區人口多寡定之。每80萬人口選眾議員一人，然每省至少有眾議員10人，人口不足800萬的小省份亦照選。唯蒙古、西藏、青海則參眾議員人數相等。22行省中以直隸（今河北）人口最多，有眾議員46人。人口最少的省份如新疆、吉林、黑龍江，各選眾議員10人。”
- 黎元洪並不如片中那般擁戴洪憲帝制。
- 片中，载沣参与了由良弼组织的宗社党，并且许诺提供军火。但实际上载沣自从辞去監國摄政王職位後就不问政事，深居简出。
- 片中，宋案的真相是由虚构的记者田沫找到的，明显的过于轻率。尽管当今两岸政权和史学家的主流论述均指称袁世凯集团为宋案主凶，其真相至今仍无确切定论。
- 最后孙文的关于三民主义、五权宪法的演说在历史上并不存在，只是编剧把孙文历来的观点做了一个整合，並痛陳只要在上位者之專制主義及專制思想仍存在，則復辟和專制制度之假共和仍會層出不窮，共和國的觀念是建立在平等自由博愛之上，所以才出现了这个主權在民、五權分立之演讲鏡頭。

### 时间顺序相关
- 甲午戰爭後，孫文曾經想求見李鴻章，並寫了一篇文章先呈給李。李鴻章見寫得不錯就召見他，結果因為他一口廣東腔聽不下去，孫文于是立志革命。在電視劇當中，孫文向李鴻章宣傳革命，時間順序有錯誤。
- 片中醇亲王奕譞去世时，珍妃说是光绪十七年十一月二十一日，但是奕譞去世于光绪十六年十一月二十一日，因为公历是在1891年，所以农历也被增加一年。此外光绪还说两天后是奕譞的生日，但实际上奕譞出生于道光二十年九月二十一日。
- 片中李光昭通过买木材而骗朝廷钱的案子，实际发生在同治朝，且木材是计划用在曾一度上马的圆明园重修工程，並非颐和园工程。此案的确是在李鸿章的调查下水落石出，可是由于时间上的错位，整个事情和奕劻、翁同龢、李莲英、小德张等没有关系。
- 片中张謇在赴京会试时与康有为住同一家客栈，称康有为为兄，但实际上张謇出生于咸丰三年（1853年），较康有为年长5岁。
- 徐桐是在八国联军攻入北京时自杀，而不是死于片中清政府惩办祸首的行动中。
- 片中关于清末新政立宪的桥段中，提到英国当朝的仍是维多利亚女王，实际上维多利亚女王1901年即去世，当时的英国君主应该是爱德华七世。
- 1906年预备立宪时提到奕劻过五十大寿，似有重大出入，因为奕劻生于1838年。
- 片中早在北洋海军阅兵时，北洋海军官兵即唱响大清国歌《巩金瓯》，后来五大臣出访考察宪政时亦在美国主持的欢迎仪式上作为大清国歌奏响，而实际上此曲却是1911年才由清廷作为国歌颁布，因此不可能在光绪时期的外交场合出現。此外，在这个仪式上使用的美国国旗也是错误的五十颗星版本，在当时，美国只有四十五个州，因此应该是四十五星旗。
- 片中于1906年、1908年出现光绪帝生母醇親王嫡福晉叶赫那拉氏，而实际上，醇親王嫡福晉叶赫那拉氏已於1896年去世。此外，片中似乎將载沣設定為叶赫那拉氏的親生儿子，但实际上载沣是侧福晋刘佳氏所生，与光绪皇帝為同父異母兄弟。
- 片中于1907年镇南关起义时是绿营兵镇压，但实际上绿营1905年就被撤销。此外，在这次战役中还出现了捷克式轻机枪，实际上捷克式轻机枪1926年才开始生产。
- 片中李莲英受袁世凯指使，特意将康有为在海外出版的《南海诗稿》中写下的赞颂瞿鸿禨的诗句呈给慈禧太后，使得慈禧太后怀疑瞿鸿禨联合岑春煊企图扳倒袁世凯是康党阴谋，并最终决定罢免瞿的一切职务，这些诗句包括“若使劾袁功得就，岂看龙劫血斑斑”。按照剧情，这些诗稿或是康有为单方面对瞿的赞颂，或是袁世凯为栽赃瞿进行的杜撰。而历史上，这些诗句确实存在，也确系康有为本人赞颂瞿鸿禨的诗句，但却是他在瞿鸿禨病逝后为其写的纪念诗（此时清朝已经灭亡）。因此，历史上慈禧太后并没有如剧中描述的那般读到过这些诗句，更不是因为这些诗句导致其对瞿罢官。
- 片中隆裕太后于1912年下诏清室退位时称自己“四十寿辰”，而实际上隆裕出生于1868年，因此下召退位時年紀為44歲。
- 片中，赵秉钧离世在前，孙中山发动二次革命在后。而历史上，二次革命是1913年而赵秉钧于1914年去世。
- 片中，孙中山交給袁世凯的《建國方略》是孫文於1917年至1920年期間完成的3本著作的合訂本。分別是：《孫文學說》、《實業計畫》、《民權初步》。而袁世凯卒於1916年，因此袁不可能看到此書。
- 张之洞1909年10月4日去世，片中把张之洞的死挪到黄花岗起义和武昌起义之间。
- 片中严复是日本明治维新元勋伊藤博文在英国留学时的同学，这取自在中国流传甚广的说法；但历史上严复留学的时间与学校均与伊藤博文不相吻合。
- 片中最后一集谈复辟的时候，载沣称要让康有为当军机大臣，并且当时小德张在场。实际上，載灃並未參與復辟活動，军机处1911年5月就被撤销，而小德张也早在1913年隆裕太后死后就离开皇宫，移居天津。

### 人物外观
- 辛丑條約簽訂時奕劻沒有蓄鬚，史實中奕劻時年62歲，留著白色長髯。
- 片中袁世凯登基称帝的服饰不是龙袍、冕服，而是民国公民祭天的祭祀服装。是按照祭祀冠服制订的，但袁世凯应该穿十二章大总统级祭服，片中却穿成九章部长级祭服，这一点不如《建党伟业》中袁世凯祭天的衣服来的严谨求实。而且把袁世凯穿的那套祭服说成登基称帝的龙袍，显然违反历史。
- 片中一些人物的形象被改变，如丁汝昌、刘步蟾、 盛宣懷都被去掉胡子，奕劻至少年轻了二十岁。
- 恭親王奕訢在劇中的形象比李鴻章更加蒼老，甚至還以長輩的口吻給李鴻章賜教，但實際上李鴻章比奕訢的皇兄咸豐帝還要年長。
- 片中，由于经费有限，所有官员都戴只有秋冬才戴的暖帽。除岑春煊在两广担任总督拍就职照片时佩戴凉帽以外，剧中并没有出现春夏佩戴的凉帽。

## 删除部分
《走向共和》在中央电视台首播和中国内地发行影碟的版本都只有59集，但在香港发行的版本中有60集。通过比较，前49集基本没有出入。后11集删剪较多，变成10集。港版第53集中主要描写宋教仁被暗杀的情节，几乎整集被删。最后一集中，孙中山在上海大礼堂的讲演也有部分删剪。内地版本却以字幕的形式增加了从张勋复辟到中华人民共和国成立的内容。在香港及大陸的刪減版造成觀眾對某些劇情不知其來龍去脈，而台灣以《满清末代王朝》之名播出本剧，但是公開播映版為央視版，另行剪輯的DVD套組共有68集，因為該收藏版是母帶購入故一刀未剪，反而較能呈現本劇清晰的脈絡，該劇劇本也授權給台灣發行商，以三大冊近一千五百頁的電視小說形式出版。

## 收视情况
《走向共和》首播前，中国中央电视台对这部投资4100多万元、首播时长达59集的电视剧寄予厚望，期盼创造收视率新高。中国中央电视台在该剧策划阶段就开始介入，在首播的播出安排上还为该剧做了便于推高收视率的特殊安排。但是，2003年《走向共和》在CCTV-1黄金时段首播时，收视率很低，远远不如中国中央电视台的预期。根据中国中央电视台的统计，《走向共和》在CCTV-1开播时，全国收视率仅为3.1%，之后略有增长。中国中央电视台对CCTV-1黄金时段电视剧平均收视率的要求是达到5.29%的标准，《走向共和》未能达标。而CCTV-1黄金时段以往播出的热门电视剧，例如1994年的《三国演义》首播时全国收视率高达46.7%。2003年CCTV-1黄金时段共播出25部电视剧，排在前三名的是21集的《荣誉》9.12%、23集的《军歌嘹亮》8.97%、20集的《公安局长》7.84%，其他均在2.81%-7.26%之间，5%以下的有13部（包括《走向共和》）。
《走向共和》收视率虽然不高，但却在舆论中引起了很大反响，和其惨淡的收视率极不相称。这主要得益于该剧的收视群体。根据中国中央电视台的统计，该剧首播的收视群体呈现“三高”的特点，即“高学历、高收入、高年龄”，高学历体现在78%观众的学历在大学以上，高收入体现在观众平均月收入在2500元人民币以上，高年龄体现在观众年龄主要介于30岁至49岁之间，且以中年男性观众居多。因此该剧的收视人群主要集中在高收入高学历的中年男性观众，其他观众对该剧缺乏热情。该剧也是那几年中国中央电视台播出的电视剧中，这种“三高”特点最强烈的电视剧。
中国社会科学院学部委员、中国史学会会长张海鹏在2014年的一次会议上透露，该剧在中国中央电视台播出期间，他同在北京的几位历史学家收看了此剧，讨论认为此剧有「政治问题」，传播了「错误的观念」。

## 外部連結
- 豆瓣电影上《走向共和》的資料 （简体中文）
- 互联网电影数据库（IMDb）上《走向共和》的资料（英文）
- CCTV-电视剧频道-电视剧《走向共和》（页面存档备份，存于）
- 导演编剧新浪谈《走向共和》——用丰满形象描述历史（页面存档备份，存于）
- 梁柱. 历史不是可以任人打扮的小姑娘——与年轻朋友谈历史剧《走向共和》. 中华魂, 2003(8).（页面存档备份，存于）
- 阿忆. 《正剧·主观叙事·艺术商品》——由59集电视连续剧《走向共和》想到. 南方电视学刊, 2003(3):84-85.（页面存档备份，存于）
- 沈平. 站不住脚的理由——简评关于《走向共和》的两篇述评. 报刊之友, 2003(5):25-26.（页面存档备份，存于）
- 苏人. 既是正剧，就要反映历史真实——《走向共和》观后. 百年潮, 2003(6):79.（页面存档备份，存于）